# Timur Siegizbajew
Timur Sanżarowicz Siegizbajew, ros. Тимур Санжарович Сегизбаев (ur. 12 maja 1941 w Semipałatyńsku, Kazachska SRR, zm. 15 grudnia 2017 w Ałmaty) – kazachski piłkarz, grający na pozycji pomocnika lub napastnika, trener piłkarski.

## Kariera piłkarska

### Kariera klubowa
Wychowanek klubu Awangard Semipałatyńsk i Futbolowej Szkoły Młodzieży Kajrat Ałmaty. Pierwszy trener Gieorgij Kozielko i Michaił Putincew (FSzM). 14 maja 1960 rozpoczął karierę piłkarską w podstawowym składzie Kajratu Ałmaty. W 1964-1968 pełnił funkcje kapitana drużyny. 9 maja 1970 zakończył karierę piłkarza.

### Kariera reprezentacyjna
Od 1955 występował w juniorskiej reprezentacji Kazachskiej SRR, a w 1959 bronił barw młodzieżowej reprezentacji Kazachskiej SRR na Mistrzostwach ZSRR wśród Futbolowych Szkół Młodzieży w Woroneżu.

## Kariera trenerska
Po zakończeniu kariery piłkarza rozpoczął pracę szkoleniowca. Latem 1970 otrzymał propozycję kierowania Awtomobilistem Kyzyłorda. W latach 1971–1972 stał na czele Szachtiora Karaganda. W następnym 1973 dołączył do sztabu szkoleniowego Kajratu Ałmaty. Najpierw pomagał trenować, a od 1976 do maja 1979 razem z Stanisławem Kaminskim prowadził rodzimy klub. W 1980 ponownie obejmował stanowisko głównego trenera klubu z Kyzyłordy, który już nazywał się Meliorator Kyzyłorda. Potem został oddelegowany do Ludowo-Demokratycznej Republiki Jemenu, gdzie przez 3 lata pracował na stanowisku selekcjonera narodowej reprezentacji Jemenu Południowego oraz prowadził klub Al-Ahli Abjan, który nie raz zajmował wysokie miejsca w tabeli. W 1985 powrócił do Ałmaty i potem pracował jako dyrektor oddziału piłki nożnej w Komitecie Sportowym Kazachskiej SRR. W lipcu 1986 ponownie został mianowany na stanowisko głównego trenera Kajratu Ałmaty, którym kierował do czerwca 1988. Od 1989 roku pracował jako wiceprezes Kazachskiej Federacji Futbolu, a w 1994 awansował na prezesa. W 2006 odszedł na emeryturę.

## Sukcesy i odznaczenia

### Sukcesy piłkarskie
Kajrat Ałmaty
- wicemistrz II grupy Klasy A ZSRR: 1965

### Sukcesy trenerskie
Kajrat Ałmaty
- mistrz Pierwszej ligi ZSRR: 1976

### Odznaczenia
- tytuł Mistrza Sportu ZSRR: 1963
- tytuł Zasłużonego Trenera Kazachskiej SRR: 1974
- tytuł Zasłużonego funkcjonariusza Republiki Kazachstan